# Cảng Cửa Việt
Cảng Cửa Việt là một khu bến của cảng Quảng Trị, tỉnh Quảng Trị, Trung Trung Bộ Việt Nam. Nó nằm ở thị trấn Cửa Việt của huyện Gio Linh và xã Triệu An của huyện Triệu Phong. Từ năm 1965 đến 1972, đoạn sông từ Cửa Việt (Hạm đội 7) đến Đông Hà cảng quân sự Đông Hà đã trở thành tuyến giao thông huyết mạch của Quân đội Mỹ.
Nằm ở tuyến đầu của hành lang kinh tế Đông - Tây, và ở cuối tuyến đường Quốc lộ 9, cách cửa khẩu Lao Bảo 90 km về phía Đông, cảng Cửa Việt được đánh giá là một công trình quan trọng để thúc đẩy kinh tế khu vực phát triển. Cảng Cửa Việt chỉ cách vùng Đông Bắc Thái Lan 300 km đi theo đường xuyên Á (AH16), khoảng cách này ngắn hơn nhiều nếu so với 1000 km nếu đi ngược về hướng Vịnh Thái Lan hoặc biển Mianma. Đây được coi là một lợi thế giúp cho cảng Cửa Việt có cơ hội phát triển thành cảng lớn, giúp cho lưu thông hàng hóa đường biển thuận lợi hơn giữa Việt Nam, Lào và Thái Lan.
Cảng Cửa Việt hiện tại đã được chuyển giao về cho Tập đoàn Công nghiệp Tàu thủy Việt Nam Vinashin, và tập đoàn này đã có dự án 3000 tỷ đồng để xây dựng Cửa Việt thành một cảng biển lớn trong khu vực miền Trung. Trong đó, 600 tỷ đồng đầu tư đến năm 2010 cho cầu cảng Cửa Việt để đón tàu 10 nghìn tấn, 1.600 tỷ đồng để xây dựng nhà máy đóng tàu 70 nghìn DWT (công suất 10 tàu/năm), số tiền còn lại sẽ đầu tư vào khu du lịch Cửa Việt.